# پولسنیتز
شهر پولسنیتز (به آلمانی: Pulsnitz) در ایالت زاکسن در کشور آلمان واقع شده‌است.

## نگارخانه

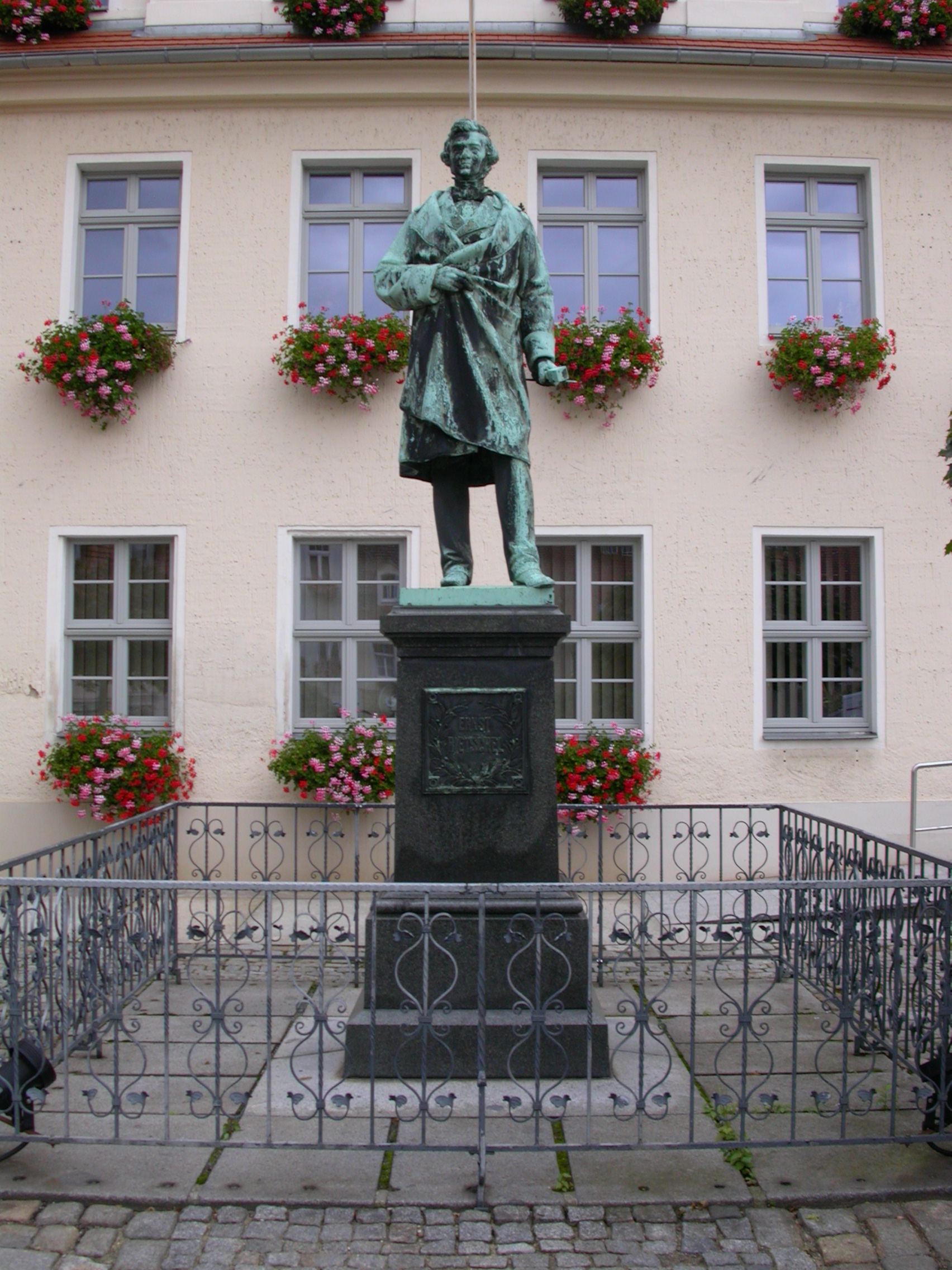
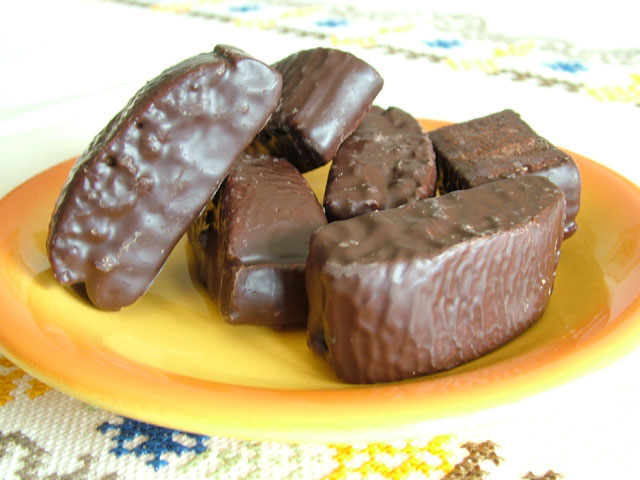
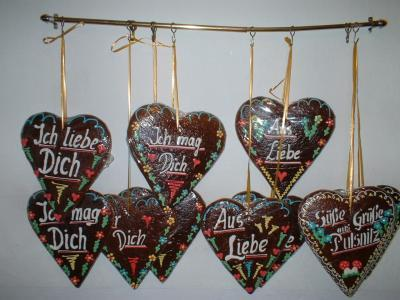